# Condado de Santa Fe
El condado de Santa Fe es uno de los 33 condados del estado estadounidense de Nuevo México. La capital del condado, y su mayor ciudad es Santa Fe. Este condado posee un área de 4949 km² (4 km² están cubiertos por agua), una población de 129 292 habitantes, su densidad de población es de 26 hab/km² (según el censo nacional de 2000). El condado fue fundado en 1852.